# John Elliott (acteur)
Pour les articles homonymes, voir John Elliott.
John Elliott (né le 5 juillet 1876 à Keosauqua, dans l'Iowa, et mort le 12 décembre 1956 à Los Angeles) est un acteur américain. Il est crédité John H. Elliott dans certains films. Acteur de second plan ayant débuté au cinéma muet, il a cependant travaillé très régulièrement pendant plusieurs décennies, employé dans de nombreux westerns de série B, jusqu'à sa mort dans les années 1950. 

## Biographie
John Elliott s'est d'abord produit à Broadway, puis a travaillé sporadiquement pendant l'ère du cinéma muet, mais c'est avec l'avènement du parlant que sa carrière a vraiment décollé. Il n'a cessé de jouer pendant vingt-cinq ans, en trouvant une place particulière dans les westerns de série "B". Son adaptabilité aux personnages lui a permis d'incarner à la fois les bons et les méchants avec la même assurance, en travaillant jusqu'à sa mort en 1956.

### Carrière
Elliott a commencé sa carrière d'acteur sur scène, à Broadway en 1917, dans une pièce à succès, Eyes of Youth, produite par A. H. Woods, Lee Shubert et Jacob J. Shubert, qui a été représentée pendant plus d'un an au théâtre Maxine Elliott.  Le premier rôle d'Elliott au cinéma a été celui de Sir Robert Eastbourne, dans When a Man Loves en 1919. Ses rôles dans des films pendant l'ère du cinéma muet se limitent à une vingtaine. Avec l'avènement du parlant, Elliott allait entamer la majeure partie de sa carrière, soit pas moins de trois-cents films,.
En 1930, il incarne le général Robert E. Lee dans Only the Brave, mettant en vedette Gary Cooper. C'est un rôle qu'il devait retrouver plusieurs fois, notamment dans Carolina (1934), avec Janet Gaynor et Lionel Barrymore ; et L'Agent n° 13 (Opérateur 13) la même année, avec à nouveau Gary Cooper. Au cours de sa carrière, on lui confiera toute une gamme de rôles mineurs, comme banquier dans  Et la parole fut (The Story of Alexander Graham Bell) en 1939, mettant en vedette Don Ameche et Loretta Young jusqu'à des rôles plus importants, comme le capitaine Wilkins dans The Conquering Horde (1931), avec Richard Arlen et Fay Wray ; ou celui de Jess Roarke dans Ridin'On en 1936.

## Filmographie partielle
- 1919 : When a Man Loves de Chester Bennett : Sir Robert Eastbourne
- 1920 : Le Roi du bluff (Homer Comes Home) de Jerome Storm
- 1920 : Are All Men Alike? de Phil Rosen : Oncle Chandler
- 1923 : La Brebis égarée (The Spoilers) de Lambert Hillyer : Bill Wheaton
- 1926 : Les Mésaventures de Jones (What happened to Jones) de William A. Seiter
- 1926 : The Dixie Flyer de Charles J. Hunt
- 1929 : The Phantom in the House de Phil Rosen
- 1930 : Only the Brave de Frank Tuttle : Général Robert E. Lee
- 1930 : The Widow from Chicago d'Edward F. Cline
- 1930 : For the Defense de John Cromwell
- 1933 : Danseuse étoile (Stage Mother) de Charles Brabin
- 1933 : Breed of the Border de Robert N. Bradbury
- 1934 : Carolina de Henry King : : Général Robert E. Lee
- 1934 : L'Agent n° 13 (Operator 13) de Richard Boleslawski : Général Robert E. Lee
- 1935 : Skull and Crown d'Elmer Clifton : John Norton
- 1936 : La Taverne maudite (The Rogues' Tavern) de Bob Hill : Mr. Jamison
- 1939 : Port of Hate de Harry S. Webb : Stevens
- 1938 : Au cœur de l'Arizona (Heart of Arizona) de Lesley Selander : Buck Peters
- 1939 : Le Brigand bien-aimé (Jesse James) de Henry King et Irving Cummings : le juge Mathews
- 1939 : Et la parole fut (The Story of Alexander Graham Bell) d'Irving Cummings : banquier
- 1940 : The Tulsa Kid de George Sherman
- 1940 : En mauvaise passe (Lone Star Raiders) de George Sherman
- 1941 : Marry the Boss's Daughter de Thornton Freeland
- 1941 : The Apache Kid  de George Sherman
- 1943 : Panique au Far-West (Cattle Stampede) de Sam Newfield : Dr George Arnold
- 1944 : Heavenly Days de Howard Estabrook : Un citoyen moyen
- 1945 : Fuite dans la brume (Escape in the Fog) de Oscar Boetticher Jr. : Thomas, le majordome
- 1947 : Law of the Lash de Ray Taylor : Dad Hilton
- 1948 : Le Condamné de la cellule cinq (I Wouldn't Be in Your Shoes) de William Nigh : Mr. Lake, l'avocat de Tom
- 1948 : Smoky Mountain Melody de Ray Nazarro : Englesby
- 1950 : The Arizona Cowboy (en) de R. G. Springsteen : Ace Allen